# Molest
Molest war eine belgische Thrash-Metal-Band aus Grimbergen, die im Jahr 1986 unter dem Namen Damnation gegründet wurde.

## Geschichte
Die Band wurde im Jahr 1986 unter dem Namen Damnation von Gitarrist of Koen De Boevé, Bassist Patrick Meuris und Schlagzeuger Koen Bulens gegründet. Nachdem Schlagzeuger Bart Reinartz im Jahr 1988 zur Band gekommen war, entschied sich Bulens dafür, den Posten des Sängers einzunehmen. Die Band spielte nie einen Auftritt unter dem Namen Damnation und nahm auch kein Demo auf. Schließlich entschied sich Meuris dazu, die Band in Molest umzubenennen. Es folgten einige lokale Auftritte in Peizegem. Als zweiter Gitarrist kam William Krusche kurze Zeit später hinzu.
Im März 1989 nahm die Band ihr erstes Demo namens Let Me Out auf. Aufgenommen, abgemischt und gemastert wurde das Demo innerhalb von 13 Stunden im Jam Studio in Kampenhout unter der Leitung der Produzenten Alex Raes und Jos Van Geit. Ab diesen Zeitpunkt gaben sich die Mitglieder verschiedene Pseudonyme: Boeffer (Koen De Boevé), Boelens (Koen Bulens), Bronto (Patrick Meuris) und Woody (Bart Reinartz). Kurz nach den Aufnahmen verließ William Krusche die Band. Im Jahr 1990 nahm die Band ihr zweites Demo Looney Tunes from Insania auf, dessen Veröffentlichung im September folgte. Nach der Veröffentlichung verließ Bassist Patrick Meuris die Besetzung und wurde durch Sigi Verbeeck ersetzt, als zweiter Gitarrist kam Gert Peeters zur Band.
Gegen Ende 1993 kam die Band mit Produzent André Gielen in Kontakt und nahm Anfang 1994 in seinem Tonstudio Hautregard Recordings Studio in Verviers ein Promo-Demo auf, das fünf Lieder umfasste. Kurz nach den Aufnahmen verließ Gitarrist Koen De Boevé die Band, dem etwas später Schlagzeuger Bart Reinartz folgte. Durch das Demo erreichte die Band Anfang 1995 einen Vertrag bei Progress Records. Im Mai 1995 begab sich die Band wieder in das Hautregard Recordings Studio, um innerhalb von elf Tagen acht neue Lieder aufzunehmen. Zusammen mit zwei Liedern des Promo-Demos, Art of Knowing und Sufferage, erschienen die Lieder als Debütalbum Milkfish Anfang August 1995. Das Album war weltweit erhältlich und es setzten sich etwa 5000 Kopien ab. Der Veröffentlichung folgten diverse Auftritte, sowohl national als auch international, wobei die Gruppe im Jahr 1996 in Brüssel zusammen mit Mucky Pup und im Vooruit zusammen mit Rammstein spielte. Außerdem fand eine dreiwöchige Tour durch Dänemark zusammen mit Trend statt, wobei sie auch zusammen mit Grope und Red Harvest spielten. Im Jahr 1997 begab sich die Band wieder in das Hautregard Recordings Studio, um Lieder für ein zweites Album aufzunehmen. Als Produzent war André Gielen tätig, während Lio Kor das Album abmischte. Das Album Tep Zepi erschien über das studioeigene Label Urban Records gegen Ende des Jahres.
Nur eine Woche nach der Veröffentlichung verstarb Gitarrist Gert Peeters. Als zeitweiliger Ersatz kam Paulus Ielegems zur Band. Mit diesem wurden einige wenige Konzerte abgehalten, die schon vorher geplant waren, um das neue Album zu bewerben. Nach einigen Konzerten wurden die übrigen Auftritte gestrichen, bis die Band Anfang 1998 ihre endgültige Auflösung bekannt gab.

### Nach der Auflösung
Die übrigen Bandmitglieder widmeten sich daraufhin einem Trip-Hop-Projekt namens Kooler, zusammen mit Cyclone-Mitglied Stefaan Daamen. Im Sommer 2002 fanden sich Schlagzeuger Gert Verbeeck, Bassist Pieter Boeckx und Gitarrist Piet Vanbeckbergen zusammen und gründeten die Band Carlos. Kurze Zeit später traten Koen Bulens und Sigi Verbeeck ebenfalls bei, wobei Vebeeck Boeckx am Bass ersetzte. Die Band veröffentlichte im April 2003 eine EP und spielte einige Auftritte, so etwa in der Aftershow zu Monster Magnet. Ein Debütalbum namens An Evening With Maria Gomez wurde aufgenommen, wobei ein Lied davon auf einer Kompilation erschien. Das Album selbst erschien nie und die Gruppe löste sich gegen Ende 2006 auf. Während des Bestehens der Band half Gert Verbeeck außerdem als Schlagzeuger bei der belgischen Band Sengir aus, was dazu führte, dass er etwa ein Jahr lang in der Band blieb.
Im Sommer 2007 gründeten Tom Janssens und Gert Verbeeck ein Electronic-Projekt namens TJ & Vomitron, woraus zwei EPs entstanden. Im Sommer 2008 gründeten Schlagzeuger Veerbeck, Sänger und Gitarrist Chris Fragala, Bassist Koen Petitjean und Gitarrist Piet Vanbeckbergen eine namenlose Band. Nach der Auflösung von Carlos zog Bassist Sigi Verbeeck in den Süden Frankreichs um. Koen Bulens lebt noch immer mit seiner Band in Belgien. Koen De Boevé arbeitete als Tontechniker im Galaxy Studio in Mol und arbeitete später als freiberuflicher Tontechniker. Außerdem trat er ebenfalls einer Band bei. Schlagzeuger Bart Reinartz, der Molest 1994 verlassen hatte, trat im September desselben Jahres der Band Dream Machine bei, die sich ab 1997 D.Machine nannte. D.Machine wiederum benannte sich kurze Zeit später in Fallow um, ehe sich die Band Ende 1997 auflöste. Reinartz gründete dann mit weiteren Mitgliedern die Band Killchair. Nachdem sich die Band Ende 1998 wieder aufgelöst hatte, war Reinartz für die nächsten acht Jahre inaktiv. Im Jahr 2008 trat er der Stoner-Rock-Band Me bei. Bassist Patrick Meuris trat Anfang 1990 der wiedervereinigten Band Cruxmortis bei. Im Jahr 1994 veröffentlichte die Band ein Demo. Später gründete er außerdem sein eigenes Label Buzzville Records, musikalisch ist er momentan nur noch privat aktiv.

## Stil
Die Band spielt aggressiven Thrash Metal, der mit der Musik von Devastation und Sepultura vergleichbar ist.

## Diskografie
- 1989: Let Me Out (Demo, Eigenveröffentlichung)
- 1990: Looney Tunes from Insania (Demo, Eigenveröffentlichung)
- 1994: Promotape '94 (Demo, Eigenveröffentlichung)
- 1995: Milkfish (Album, Progress Records)
- 1997: Tep Zepi (Album, Urban Records)